# Lista de sistemas planetários

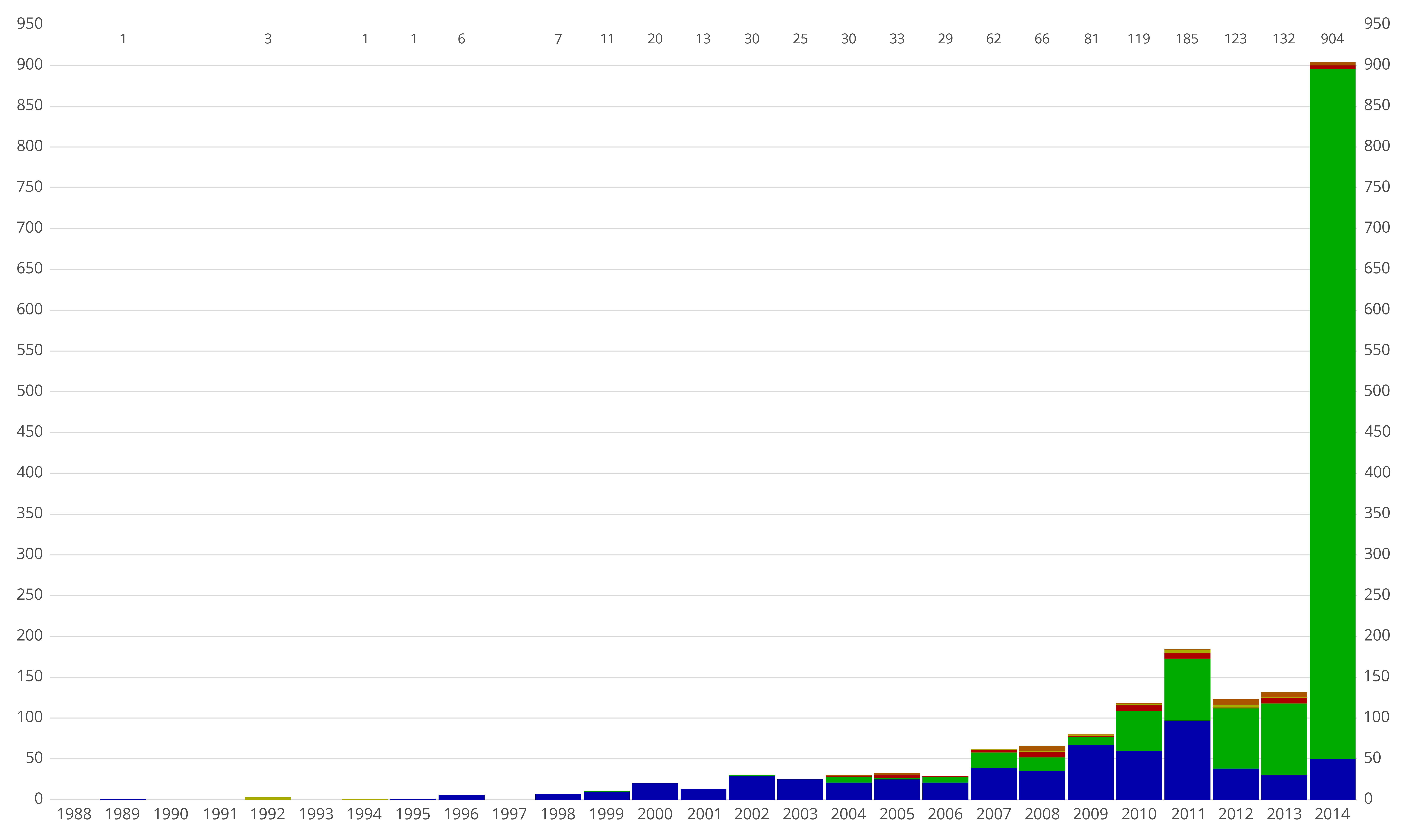
Planetas extrasolares descobertos. As cores indicam o método de detecção.
Velocidade radial
Trânsito
Oscilação estelar
Detecção dietar
Microlente

Em 4 de dezembro de 2014 existiam 1 853 planetas detectados em 1162 sistemas, dos quais 473 sistemas têm mais de um planeta. 1 sobre 280 tem dois planetas, mas outros têm um número significativamente maior. mais confirmado para estrelar com planetas é o Sol com 8 (excluindo planetas anões), enquanto que as estrelas são mais exoplanetas confirmados Kepler-90 e HD 10180 com 7 cada; em 2012, outros dois planetas foram sugeridos como candidatos a HD 10180, que poderiam ter um total de 9 em seu sistema.
A lista a seguir mostra os sistemas com dois ou mais planetas em órbita, e está situado na ordem de distância da Terra. Gliese 876, com 4 panetas confirmado, é o sistema multi-planeta mais próximo de 15 anos-luz. Um total de 12 sistemas são conhecidos dentro de 50 anos-luz. O mais distante do sistema multi-planeta OGLE-2012-BLG-0026L, cerca de 13.300 anos-luz.

## Estrelas com planetas
| A cor indica o número de planetas | A cor indica o número de planetas | A cor indica o número de planetas | A cor indica o número de planetas | A cor indica o número de planetas | A cor indica o número de planetas | A cor indica o número de planetas | A cor indica o número de planetas |
| --------------------------------- | --------------------------------- | --------------------------------- | --------------------------------- | --------------------------------- | --------------------------------- | --------------------------------- | --------------------------------- |
| 1                                 | 2                                 | 3                                 | 4                                 | 5                                 | 6                                 | 7                                 | 8                                 |

## Estrela orbitando por planetas e anãs marrons
Estrela orbitando por objetos em ambos os lados da órbita entre as 13 massas maiores do que Júpiter:
- 54 Piscium (HD 3651)
- Kappa Andromedae